# Romy Weltman
Romy Weltman (* 18. Januar 2000) ist eine kanadische Schauspielerin.

## Leben
Weltman wuchs als jüngstes von insgesamt drei Geschwistern auf. Sie hat einen älteren Bruder und eine ältere Schwester. Sie nahm später privaten Schauspielunterricht, bevor sie ihre erste Rolle übernahm. Sie debütierte 2013 in einer Episode der Fernsehserie Defiance und war im selben Jahr im Spielfilm The Returned – Weder Zombies noch Menschen zu sehen. Von 2016 bis 2017 verkörperte sie die Rolle der Kit Dunn in der Fernsehserie Backstage. 2019 übernahm sie in den Fernsehserien Murdoch Mysteries und Slasher eine Nebenrolle in jeweils zwei Episoden.

## Filmografie
- 2013: Defiance (Fernsehserie, Episode 1x04)
- 2013: The Returned – Weder Zombies noch Menschen (The Returned)
- 2015: Saving Hope (Fernsehserie, Episode 3x14)
- 2015: Strike! (Kurzfilm)
- 2016: The Red Maple Leaf
- 2016–2017: Backstage (Fernsehserie, 60 Episoden)
- 2017: Shadowhunters (Fernsehserie, Episode 2x03)
- 2018: Einfach unheimlich (Creeped Out) (Fernsehserie, Episode 1x09)
- 2019: Murdoch Mysteries (Fernsehserie, 2 Episoden)
- 2019: Slasher (Fernsehserie, 2 Episoden)
- 2020: Mrs. America (Fernsehserie, Episode 1x03)
- 2020: Alone Together (Kurzfilm, Sprecherrolle)
- 2020: I Do, or Die – A Killer Arrangement (Fernsehfilm)